# Saucier
Un saucier es un cocinero especializado en la elaboración de salsas, se trata de un cocinero especializado dentro del Brigade de cuisine en los restaurantes y cocinas de gran o de gran tirada de platos. La palabra es de origen francés y viene a significar: chef de salsas. Esta posición suele preparar también guisados diversos, Hors d'œuvre calientes y salteados variados. El saucier es una posición alta en la estructura jerárquica de una cocina, es el subordinado directo del Chef y del Sous chef. El gastrónomo francés Auguste Escoffier definió al saucier como "responsable de todos los salteados y de la mayoría de las salsas".